# 索河
索河（法語：Saulx，法語發音：[so]）是法國的河流，屬於马恩河的右支流，河道全長115.4公里，流域面積2100平方公里，發源自上马恩省，河口處在维特里勒弗朗索瓦。

## 外部連結
- http://www.geoportail.fr （页面存档备份，存于）
- Sandre数据库中的索河